# Talegueros
Se llama hermanos talegueros a una congregación de religiosos agustinos diferente de la de los ermitaños. También eran llamados hermanos de la penitencia y hermanos de los sacos debido a la tosquedad de su hábito y la vida llena de pobreza y mortificaciones que llevaban.
Se ignora el origen de esta Orden que no sube más allá del siglo XIII. Tenían un monasterio en Zaragoza en España, en tiempo de Inocencio III y la dirección de las beguinas de Valenciennes, lo que los hizo llamar hermanos beguinos. Eran muy austeros, absteniéndose tanto de la carne como  del vino. Por recomendación de la reina Blanca, San Luis los hizo venir de Italia. Los estableció en París, en Poitiers, en Caen y en otras partes. Mas su extrema pobreza, el pequeño número de los que se dedicaban a este género de vida y el decreto del concilio de Lyon, que suprimió las Órdenes mendicantes a excepción de cuatro hicieron decaer insensiblemente a la Orden de los hermanos talegueros.[cita requerida]
Ha habido también religiosas talegueras que imitaban la vida de los hermanos de la penitencia. Tenían una casa en París cerca de San Andrés de los Arcos, y han dejado su nombre a la calle de los Talegueros. Historia de la Iglesia galicana., 1. 34,1.12, año 1272
El término "taleguero" también se utiliza en el sur de España para referirse a algo poco trabajado o a alguien de apariencia dejada.
También se llama Talegueros un grupo de Rap Mallorquín, que sacó su primer disco en 2006 "La musica relaja a los presos". Entre los componentes del grupo destaca un joven Palmesano llamado Kapra de korea.
Es el gentilicio con el que se conoce a los habitantes del pueblo de Navalagamella en la Comunidad de Madrid.